# Пјетраспаката (Парма)
Пјетраспаката је насеље у Италији у округу Парма, региону Емилија-Ромања.
Према процени из 2011. у насељу је живело 9 становника. Насеље се налази на надморској висини од 530 м.